# Alvis Hermanis
Alvis Hermanis (né le 27 avril 1965 à Riga) est un acteur, metteur en scène et un dramaturge letton.

## Biographie
Après avoir étudié au conservatoire d'État de la Lettonie (1984-1988), il est devenu le directeur artistique du Nouveau Théâtre de Riga en 1997. Ses créations ont été jouées dans plus de 40 pays et il est régulièrement invité par les festivals de Salzbourg, Avignon, Édimbourg, Séoul, Montréal, Wellington et Moscou.
Dans son théâtre il adapte entre autres l'opéra Uguns un nakts de Jānis Mediņš (1995), Arcadia de Tom Stoppard (1998), Revizor de Nicolas Gogol (2002), Sonia de Tatiana Tolstoï (2006).
En 2007, il est question de le décorer de l'ordre des Trois Étoiles, mais l'artiste refuse de se rendre à la cérémonie, étant en désaccord avec la ligne politique de Valdis Zatlers. Il y consentira seulement en 2012 et sera fait commandeur de l'ordre par le président Andris Bērziņš.
Parmi ses premières mises en scène à l'étranger on retrouve L'Idiot de Dostoïevski au Schauspielhaus de Zurich en 2008 et Eine Familie adaptée de August: Osage County, une comédie dramatique de Tracy Letts, au Burgtheater de Vienne en 2009,,.
La revue culturelle suisse Du l'a élu parmi les dix personnalités du monde du théâtre les plus influentes en Europe et il a obtenu le Prix Europe pour le théâtre - Prix Europe Réalités Théâtrales en 2007,, le Spēlmaņu nakts et le prix russe Stanislavski. On lui attribue également le prix des arts de l'Assemblée balte en 2014, pour la réussite créative dans la mise en scène de plusieurs pièces de théâtre, notamment pour la pièce Oblomov. En 2014, il contribue à la version d'Il trovatore, qui ressemble sur scène Anna Netrebko, Placido Domingo et Marie-Nicole Lemieux, décrite comme la production événement du Festival de Salzbourg dans le compte rendu du quotidien Classique News,. Toutefois, sa Damnation de Faust à l'Opéra Bastille de Paris, transposant l'histoire originale dans le contexte d'une mission spatiale habitée vers Mars, sera huée par le public en décembre 2015,,,.
En 2015, l'artiste résilie le contrat avec le Thalia Theater de Hambourg, ne voulant pas s'associer à la politique de soutien des réfugiés adoptée par l'établissement, ce qui lui vaut la désapprobation du monde du théâtre allemand,. 
Son adaptation de Madame Butterfly à La Scala en 2016, avec Maria José Siri dans le rôle-titre, ne suscite pas de controverse, cette fois la critique souligne sa fidélité à la conception traditionnelle de l'opéra,,.
Il adapte Madame de Sade au Schauspielhaus de Zurich en 2017, puis, y inaugure la saison 2018 avec le Cœur de chien de Mikhaïl Boulgakov.

## Prix Europe pour le théâtre - Premio Europa per il Teatro
En 2007, il a reçu le Prix Europe Réalités Théâtrales, à Thessalonique. L'organisation du prix a déclaré :
Le fondateur du Nouveau Théâtre de Riga, Alvis Hermanis, possède une mémoire incroyable en ce qui concerne les détails et les choses du quotidien. Il est une des rares personnes qui apprécient la réalité en train de disparaître. Il peut ne pas l’aimer, mais il l’apprécie. Il regarde dans le passé avec une nostalgie teintée d’ironie, tout en essayant, non pas de styliser le passé, mais de le reconstruire. Dans son fameux «Réviseur», une histoire typiquement Russe fut transformée en une histoire typiquement Soviétique. En regardant sa pièce on peut percevoir l’odeur de la Ka?a couleur de la rouille, ou entrevoir d’un coup un slip rouge, dépassant d’une jupe bon marché aux couleurs criardes, ou bien encore, nous apparaissent des visages de femmes défigurés par le mensonge des produits de beauté de mauvaise qualité. Le vrai héros de cette mise en scène et de bien d’autres mises en scène réalisées par Hermanis, est le temps. Le temps qui s’est immobilisé. On peut même définir avec précision l’endroit où s’est arrêté le temps. Il s’est arrêté dans notre mémoire et il est vraiment difficile de ne pas le prendre en considération. Il est inépuisable. Le directeur letton était un jeune homme à l’époque soviétique; il a atteint la maturité au moment où son pays a obtenu l’indépendance. Hermanis porte un regard sur l’ex URSS de l’intérieur et de l’extérieur en même temps. Et c’est justement pour cette raison que son travail est détaché et impliqué en même temps. Cette double perspective donne une surprenante dimension stéréoscopique même aux plus simples blagues. «Une Longue Vie», pièce récemment devenue une première Européenne, fait à son tour appel à notre mémoire. Avez-vous jamais visité des vieilles personnes solitaires? Vous souvenez- vous des dégoûtants amoncellements de vieilles choses usées dans leurs appartements? Ces vieilles choses occupent un précieux espace, mais leurs propriétaires sont incapables de les jeter, parce que c’est le passé même de ces vieux qui est incorporé dans les tas de vieux trucs. Dans les mises en scène de Hermanis ces vieux tas sont reproduits avec une méticulosité qui a du talent. Parmi leurs vieilles photos, couvertures, sacs et sofas éventrés, cinq vieilles personnes fourmillent, grognent, se querellent et s’aiment du matin au soir. Ces vieux sont joués par des jeunes comédiens qui maintiennent avec maestria un équilibre entre le grotesque et le réalisme. La passion pour la consultation des documents de l’époque et pour l’authenticité est un signe typique de notre temps ; tout au moins du temps, dans une perception théâtrale. Ce n’est pas par hasard qu’une des méthodes d’écriture et de mise en scène les plus à la mode aujourd’hui soit la reproduction fidèle, le «mot à mot». Hermanis lui aussi est un maître du «mot à mot», mais dans son cas c’est le «mot à mot» théâtral. Et c’est dur de trouver aujourd’hui un metteur en scène qui puisse rivaliser avec lui.